# Tangarakau (rivière)
La rivière Tangarakau  (anglais : Tangarakau River) est un cours d’eau de la région de  Taranaki et de la région de Manawatu-Wanganui dans  l’Île du Nord de la Nouvelle-Zélande.

## Géographie
Elle s’écoule vers le sud à partir de sa source situé au nord-est de la ville de Whangamomona dans le  King Country, pour atteindre le fleuve Whanganui. La State Highway 43/SH 43 (en), connue sous le nom de la”Forgotten World Highway” , traverse les gorges de la rivière Tangarakau.